# Fotografia Kirlian
La fotografia de Kirlian és coneguda per la creació d'una càmera especial. Aquesta és capaç de captar la radiació biogenètica o efecte corona que desprenen els organismes o els objectes a través de l'exposició d'un voltatge d'alta freqüència, però a baix corrent. Aquesta petita radiació magnètica es troba entre els 2 i 3 mm d'espessor aproximadament i està directament relacionada amb el camp electromagnètic de les terminacions nervioses del cos humà. Té una gran semblança amb el Foc de Sant Elm.

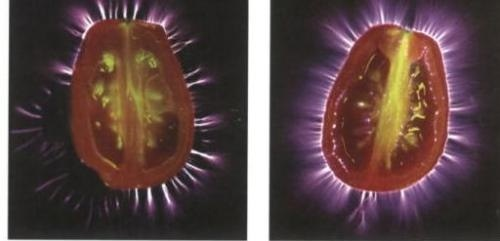
Exemple de fotografia Kirlian.

## Història

### Antecedents
L'any 1845 Karl Von Reichenbach, científic alemany, va confirmar una emanació dels cossos universal de la matèria que va anomenar Od.
L'any 1880 el científic nord-americà Nikola Tesla va demostrar que quan el cos és exposat a un camp electromagnètic, apareixen descàrregues elèctriques al voltant d'aquest.
L'any 1911 Walter J. Kilner, cap de departament d'electroteràpia de l'hospital Santo Tomás de Londres, va descobrir que dues plaques de vidre amb dycianina (una tinta derivada de l'alquitrà) es podia fer visible a l'ull humà la llum ultravioleta. El fet que es pogués observar amb els ulls va demostrar la possible existència d'un camp bioplasmàtic humà invisible als ulls d'aquests.
L'any 1939 Edward Bach, bacteriòleg anglès i creador de la teràpia floral, va afirmar que l'ànima de l'home és real i que totes les malalties són conseqüència d'un desequilibri entre l'ànima i la personalitat.
L'any 1898 en una exhibició de fotografia a Rússia, Narkevich Tokdo va exposar electrofotografies. Va estar estudiant i va descobrir la luminescència de les mans humanes dins del camp d'un generador d'alt voltatge i va aprendre a fixar-ho en una placa fotogràfica, però després de la seva mort i a causa de la Revolució Russa els seus estudis van ser oblidats, van desaparèixer i no es va recuperar la investigació fins l'arribada del matrimoni Kirlian.

### Descobriment per causalitat
Durant la dècada dels 30, el matrimoni de Semyon Davidovitch y Valentina Chrisanfovka treballaven en l'hospital de Alma Ata, Unió Soviètica. Un dia Semyon estava arreglant un equip de medicina de raigs X al laboratori i sense voler va tocar un elèctrode que li va donar una descàrrega elèctrica, la qual li va permetre veure una espurna a la seva mà. A l'instant, va posar el dit a sobre del paper fotosensible i automàticament va quedar fotografiat. En el moment no es va adonar, però passat el revelatge de la fotografia, es va adonar que al voltant dels seus dits apareixien llums. Van realitzar diferents fotografies amb la dona i altres voluntaris del laboratori i van observar que no sempre apareixien les mateixes llums.
Des de llavors volien aconseguir fotografiar cossos en el moment que eren sotmesos a intensos camps elèctrics d'alta freqüència. El sistema per tal d'aconseguir-ho va ser inventat pel mateix Semyon. A l'any 1939, després de molts intents, van acabar descobrint que si posaven cos o un objecte en contacte directe amb la pel·lícula fotogràfica i emetien un camp elèctric d'alta freqüència, la pel·lícula registrava una intensitat lluminosa al voltat del cos exposat. Aquesta lluminositat que van ser capaços de fotografiar a final de la dècada dels 30 es va acabar anomenant aura o bioplasma.

### Comença l'estudi
A partir d'aquest descobriment, van començar a estudiar aquest tipus de reaccions lluminoses que recobrien el cos dels éssers humans. Al mateix moment, Kirlian i la seva muller van decidir apartar la resta de projectes per concentrar-se en el seu nou invent i focalitzar-se en obtenir més resultats.
Encara que ells no fossin conscients del tot, s'havia obert una porta a un món totalment desconegut i que revolucionaria tota la realitat del moment. Tots els éssers vius, fossin com fossin, desprenien un aura de colors que els fascinava. No es tenia clar què era allò que s'estava fotografiant i poca gent es va atrevir a fer una hipòtesi rellevant sobre el tema durant un temps, només es van fixar en que no sempre es presentava de la mateixa manera, canviava de forma d'un instant a un altre en el mateix objecte o persona. Van comprovar que la lluminositat dels objectes era el mateix per a l'objecte, però variava sensiblement en funció de diferents paràmetres: salut, consciència, moment del dia, ingesta de drogues, etc.
També van estar experimentant amb plantes, Kirlian va descobrir que no tenien la mateixa lluminositat les plantes que estaven fresques que les seques. També va fer un experiment amb dues fulles de plantes idèntiques. La seva lluminositat no es representava igual tot i que fossin plantes idèntiques. Més tard es va descobrir que una d'aquestes havia estat infectada i havia emmalaltit. Kirlian ho va descobrir a través de la fotografia abans que la planta manifestés la seva malaltia.
A l'any 1949 es va crear un aparell molt senzill basat amb aquesta idea i es va anomenar "un mètode de fer fotografies a través de corrent d'alta freqüència" o el que es coneix més com a "efecte Kirlian".
A l'any 1958 els Kirlians van publicar els resultats dels seus experiments per primer cop. Van aconseguir més de 30 patents i van donar diferents conferències per tota la Unió Soviètica en les quals expressava els potencials de la fotografia Kirlian sobre les utilitzacions en el món mèdic i la capacitat de captar l'aura de les persones. Aquesta connexió amb l'espiritualitat va generar que el govern comunista declarés les seves investigacions com a secretes. Per a occident aquestes investigacions van trigar a arribar.
Durant els anys 60 es va establir que l'aura que es projectava no era simplement una emanació del cos físic. Es tractava d'un estat material format per ions i electrons lliures. Va començar a sorgir la idea d'un Quart estat de la matèria. Es creia que la fotografia inventada per Kirlian ens podia ajudar a descobrir certs fenòmens a la vegada que es produïen i ens permetia entendre la seva naturalesa paranormal. A partir del que ja sabien de que no sempre es comportava igual amb el mateix objecte o ésser, es van adonar que no era el mateix realitzar fotografies a una persona que havia consumit drogues o a una d'edat avançada que a una altra tipus de persona.
Durant l'any 1962 es va començar a donar a conèixer els estudis del matrimoni Kirlian. En la dècada dels 70 van sorgir diferents articles sobre la fotografia Kirlian, bàsicament eren intercanvis d'informació entre científics. En aquesta dècada, a causa d'una sèrie de filtracions, Sheila Ostrander i Lynn Shroeder van publicar un llibre als Estats Units anomenat Psychic Discoveries Behind the Iron Curtain, en el qual es tractava aquest tema. Això va generar que es comencés a parlar de la fotografia Kirlian i, arran d'aquest interès, es va celebrar una conferència l'any 1972 a la universitat de Kazakh i van arribar els primers equips importats de Txecoslovàquia als Estats Units. El tema de l'aura de Kirlian es va posar de moda tant a Rússia coma Europa. Al 1973 va sorgir un reportatge a "Popular Photography Magazine" que qualifica la fotografia Kirlian de "un fascinant desenvolupament de la tecnologia, l'art i la ciència. Al 1976 es farà una segona conferència
En el món occidental el seu desenvolupament va ser espectacular, es van buscar diferents aplicacions de l'invent (mèdiques, artístiques, etc.). Un dels experiments més famosos que es coneix d'aquesta època va ser el realitzat per Thelma Moss. Va ser una coneguda psicòloga i parapsicòloga que va centrar la majoria de la seva carrera professional en estudiar la fotografia Kirlian i les seves aplicacions. L'experiment es coneix com a imatge fantasma d'una fulla d'arbre. Aquest consistia en col·locar una fulla sobre una placa-elèctrode i realitzar una fotografia Kirlian per tornar-la a fer més tard tallant i traient la meitat de la fulla. Així s'obtenia una imatge en la qual apareixia la imatge completa, incloent el tros tallat. Aquest experiment va acabar sent un frau perquè es va descobrir que si canviaves la placa aquest efecte no es produïa, això era degut a la humitat que havia desprès el tros de fulla a la placa-elèctrode i havia reaccionat en el moment de realitzar la imatge fantasma. Tant Thelma Moss com Kendall Johnson van estar realitzant cerques sobre el tema a la universitat de UCLA. Van aportar informació sobre la parapsicologia, però aquesta no era suficientment vàlida i es va aturar l'any 1979.

### Evolució de la fotografia Kirlian
Actualment s'ha anomenat com a efecte Kirlian, ja que en àmbits psicològics ens ajuda a entendre millor els processos electrofisiològics que es formen al cos.Tot i així encara hi ha molta part dels estudis que va realitzar el matrimoni Kirlian que han quedat sota el control de l'exèrcit soviètic i no s'han publicat. Als anys 70 es va poder descobrir conceptes del que havien estat estudiant en secret, però la realitat és que hi ha molts estudis que han quedat en l'anonimat o encara es mantenen en secret.
L'any 1987 es va fundar la Unió de Bioelectrografia Mèdica i Aplicada. Eren un grup d'investigadors que es van reunir amb l'objectiu de donar-li més valor científic a la bioelectrografia, intercanviar experiències sobre aquest tema i establir patrons científics sobre la investigació.
Després de dècades de recerca i experimentació han produït una modernització de les càmeres que va inventar Kirlian. Actualment existeix L'avançada energia i tecnologia aura i han inventat una nova generació de càmeres Aura per part de Chi-Energy imaging.
Durant aquests últims anys s'ha descobert que el que realment es fotografia és l'efecte corona que es produeix en qualsevol ésser o objecte. Científics han demostrat que la fotografia Kirlian només indica valors de pressió, humitat, contacte a la terra i conductivitat i que la variació de la forma o del color d'una foto és degut a la variació d'aquests elements.
Com que no hi ha una resolució clara de la seva possible utilització, encara hi ha grups de persones que treballen amb medicina alternativa que defensen la seva aplicació en la psicologia basant-se en arguments místics que s'acosten més a les noves fronteres establertes per la física quàntica i la psicologia transpersonal. També ha estat utilitzat en altre tipus d'àmbits de la comunicació com per exemple en l'àlbum de Living in the Material World de George Harrison, inclou fotografies de la mà del cantant subjectant un medalló Indú.

#### Patró Milhomens
Newton Milhomens va ser un científic brasiler que va començar a estudiar la fotografia Kirlian sobre els anys 70. Els seus estudis van començar amb fotografies que realitzava a parelles que s'estimaven o s'odiaven moltíssim. Va comprovar que en les fotografies es podia veure reflectit aquest sentiment d'amor o repulsió que es tenien ambdós pacients. Es va adonar de que potser hi havia alguna relació entre el camp electromagnètic i les emocions de les persones i va començar a investigar més a fons. Sempre utilitzava les fotografies Kirlian com a mètode de diagnòstic.

#### Patró Korotkov
Korotkov va ser catedràtic a la universitat de Sant Petersburg (nord-occidental de Rússia). Va inventar un dispositiu que es connectava a l'ordinador i et permetia enviar les fotografies Kirlian a l'ordinador per tal de ser reproduïdes i processades.

## Funcionament de la càmera
És generada per l'emissió freda dels electrons. Es tracta d'aplicar un camp elèctric d'alt voltatge a una placa metàl·lica aïllant (metacrilat, policarbonat, etc.) prèviament, però de poca càrrega perquè no ens faci mal. S'ha d'aplicar entre l'objecte o ésser viu que es fotografia i el paper fotosensible que realitza la fotografia sense cap aïllament galvànic. Aquest camp elèctric genera una estructura iònica al voltant del que s'ha fotografiat que és exposada en el paper fotosensible de manera molt similar a la llum. El temps d'exposició de la càmera, és a dir, el que actua com a obturador que deixa passar la llum, és el temps que es manté l'alta tensió. Per tant, la llum que capta la càmera és la generada per aquesta descàrrega elèctrica i és el que el diafragma o aparell equivalent controla. Aquest permet que entri més lluminositat o menys, alhora de plasmar la imatge en el paper fotosensible. En aquest cas, la paraula "exposar" significa activar el generador d'alta tensió durant un temps determinat. En general, contra més temps d'exposició, més espès i brillant queda l'aura en la fotografia.
Amb tota aquesta informació no és estrany que sorgeixi el dubte de si es pot fotografiar un cos sencer o no. Per tal de realitzar-ho, la placa ha de ser tan gran com el cos humà, al mateix temps que es necessita un negatiu de la mateixa mida. Tot i així, certes parts del cos no sortiran perquè és necessari que aquest estigui tot en contacte amb la pel·lícula. El que sí es pot utilitzar és un gran elèctrode per realitzar la descàrrega i a través d'una càmera fotogràfica normal, (amb la velocitat de l'obturador lenta, la màxima obertura de diafragma i una alta sensibilitat a la llum o ISO) copsar el moment. No és impossible, però la ciència no necessita fotografiar el cos sencer quan amb una part ja pot obtenir la imatge de la nostra aura.

## Parts de la fotografia Kirlian
Principalment, la fotografia Kirlian es pot dividir en dues parts. La zona central de la fotografia correspon a la part física de l'objecte, part del cos o cos sencer. La part on observem la lluminositat s'anomena camp electromagnètic.
Aquest camp electromagnètic està dividit en diferents parts. La part de la corona és l'expansió de la llum que podem observar després de la línia lluminosa que es presenta enganxada a l'objecte físic. Aquesta part s'anomena zona de translació, ja que ens indica on s'acaba l'objecte fotografiat i on comença el camp vital. En aquest camp vital se'ns mostra l'energia del cos i els diferents factors que afecten a aquesta. Depenent dels paràmetres que intervinguin obtindrem un camp vital amb una intensitat més lluminosa o menys i uns colors o uns altres. L'última part s'anomena zona perifèrica i ens mostra la grandària del camp energètic del cos fotografiat.
Quan se'ns presenta una fotografia on el camp vital es mostra regular, sense variacions o forats, i amb uns tons agradables, podem dir que aquest camp energètic pertany a unes condicions estables del cos fotografiat.

## Interpretació
El sistema per tal de realitzar un diagnòstic a través de la fotografia Kirlian consisteix en fotografiar una part del cos (normalment són els dits de les mans a causa de la seva facilitat per fer les fotografies). Després d'uns segons repetim el mateix, però aquest cop fotografiant el dit major esquerre. Un cop tenim les dues fotografies es tracta de comparar les variacions cromàtiques que presenten. Depenent dels colors que apareguin en cada un dels resultats, el diagnòstic variarà.
La fotografia Kirlian ens mostra una representació del camp electromagnètic d'un objecte o part del cos humà, conegut més bé amb el nom de camp energètic, ja que és com s'anomena dins de l'àmbit de les medicines alternatives. Hi ha diferents aspectes a interpretar dintre d'una fotografia Kirlian, depenent de la part fotografiada, la intensitat i la regularitat de la llum.
- Mans: Cada mà té un significat diferent. La mà esquerra ens mostra la part interior de la persona,[4] mentre que la dreta representa les accions realis.
- Dits: Cada dit representa diferents parts i emocions de la persona. Per exemple, el dit gros esquerre representa els desitjos d'expressió del pacient i el dit gros dret representa la forma com s'expressa la persona.
- Localització: Si cada part del cos representa una zona o sentiment concret és important tenir en compte on es presenten les irregularitats per saber quina part del cos es troba afectada.
- Intensitat: La intensitat de la llum representa la quantitat d'energia que tenim. Una gran intensitat també pot significar un excés d'energia i es presenta com un problema.
- Dimensió de les obertures de la zona de transició: Fent una observació de la grandària dels forats que generen les irregularitats de la zona de transició podem indicar l'existència de lesions depenent de la zona on es trobin i, fins i tot, es pot determinar en quina part del cos es troben.[18]

### Acupuntura
L'acupuntura és un element de la medicina tradicional xinesa que està molt relacionada amb la interpretació de les parts del cos fotografiades a través del mètode Kirlian. És una tècnica de restauració biogenètica. A través de la neuromodulació, entrega resultats terapèutics promovent canvis en les funcions cerebrals o afectant a les funcions motores. Segons les irregularitats que trobem a través de les fotografies Kirlian, podem utilitzar l'acupuntura per solucionar-les.
A partir de l'acupuntura, hi ha especialistes que relaiconen la fotografia Kirlian amb les energies del Ying i el Yang. Segons la tradició, el Ying representa la foscor i el Yang, la llum i cada tipus d'energia es relaciona amb diferents característiques. Mentre el Ying es relaciona amb termes com receptiu, conservador, tranquil·litat, passivitat, quietud; el Yang representa paraules com raó, activitat, expansió, agressivitat, comunicació, etc.

#### Neuromodulació
La neouromodulació és la capacitat del sistema nerviós per regular la seva pròpia activitat i la del cos mateix. S'utilitza l'acupuntura per tal d'estimular el sistema nerviós (tant central com perifèric), de manera que alliberi neurotransmissors,que s'encarreguin de tractar d'acabar amb el dolor.

## Què mostra
Molts metges intuitius defensen que el que es representa en les fotografies Kirlian és l'aura o camp biomagnètic, com s'anomena actualment en el món científic. L'aura és un terme que s'ha desenvolupat ja des de l'antiguitat. Es tracta de la radiació que emet el camp energètic que rodeja a tots els éssers vius. No pot ser percebuda a simple vista, necessites una sèrie de tècniques per a arribar a percebre-la (fotografia Kirlian, per exemple) i una gran varietat de coneixements per interpretar-la. És una lluminositat que varia tant en forma com en color i intensitat segons l'estat físic, mental i emocional del cos que fotografiem. L'aura està formada per diferents capes que envolten al cos físic i només la que està més propera a aquest és la que és capaç de captar la fotografia Kirlian.
Està demostrar científicament que el cos està format per una gran quantitat d'àtoms, formats per electrons i protons de carga negativa i positiva, per això podem observar un aura al voltat d'éssers vius i d'objectes, ja que els dos estan formats per àtoms. El que passa és que mentre el segon es manté igual en totes les situacions, el primer és individual i depenent de diversos factors. Al aplicar una descàrrega es crea un cap magnètic proporcional a la càrrega i cada petit camp creat en cada àtom dona com a resultat un camp magnètic unificat, que és el que podem observar en aquest tipus de fotografies. Els camps magnètics no tenen límits en l'espai, són infinits, per tant, aquest és únicament mesurable i fotografiable fins a una distància molt curta.
Tot això forma un camp biomagnètic individual de cada cos fotografiat, és a dir, el seu patró energètic. Per això el que la càmera Kirlian ens pot mostrar són diferents patrons energètics d'un mateix cos que poden anar variant segons els nostres pensaments, emocions i estat físic.

## Aplicacions
Aquest fenomen descobert pel matrimoni Kirlian ha sigut definit de forma científica amb l'expressió Cos Bioplasmàtic o Cos de Plasma biològic. Hi ha estudis que demostren que només és mostra l'efecte corona en les fotografies i que no poden tenir cap aplicació mèdica. En canvi, hi ha d'altres que defensen que a través del que la càmera pugui detectar es pot saber si la persona tindrà alguna malaltia o com se sent a través dels colors que projecti aura. És un tema que comporta bastant controvèrsia i oficialment no s'ha aplicat a cap tractament que ens demostri una eficàcia mèdica. És un mètode molt utilitzat per la medicina alternativa amb l'objectiu de determinar diferents diagnòstics segons el que mostri la fotografia.

### Medicina
Dintre dels practicants de la medicina alternativa, es creu que la fotografia Kirlian és capaç d'obtenir descobriments realment importants. Pot descobrir malalties que podria tenir el pacient amb 6 o 7 mesos d'antelació. Hi ha gent que creu que pot determinar si una persona tindrà càncer fins i tot. No existeixen estudis que demostrin que els resultats que proporciona aquest mètode siguin fiables. És per això que la medicina tradicional no s'arrisca a utilitzar-lo com una possible via per estudiar a un pacient.

#### Curiositats
La medicina oriental ha utilitzat durant segles tècniques que actuen sobre la part del cos bioplasmàtica. A través de l'acupuntora, per exemple. Al mateix temps, també existeixen registres de l'antic Egipte on es demostra que utilitzaven mètodes que es realitzaven a través del camp etèric, sense arribar a tocar la pell de la persona afectada.

### Bioelectrografia
S'anomena bioelectrografia a la ciència que utilitza els principis d'enginyeria i de processaments de disseny per tal d'aplicar-ho a la medicina. Dintre d'aquest camp també s'inclou la biomecànica, l'enginyeria bioquímica i la bioelectricitat. La bioelectricitat s'encarrega d'estudiar tots els processos en els quals intervé la bioelectricitat i que són vitals per al funcionament del nostre organisme (Per exemple, sistema nerviós). Utilitza aquestes senyals bioelèctriques per determinar diagnòstics mèdics. La bioelectrografia és un camp que pertany a l'estudi de la bioelecricitat i s'encarrega de representar gràficament aquests processos bioelèctrics del cos humà. Existeixen diferents maneres de captar la llum ultravioleta o la infraroja, però un dels mètodes més fiables en aquest sentit és la fotografia Kirlian.

## Càmera GDV
Gas Discharge Visualization o la Vídeo Càmera Digital d'Efecte Kirlian es tracta d'un petit laboratori basat en la fotografia Kirlian i que té l'objectiu d'estudiar diferents fenòmens energètics.
És un exemple pioner de tecnologies de la nova generació que estudien l'efecte Kirlian utilitzant els avantatges tècnics de l'actualitat. Els seus diferents sistemes i la potència de processament de les imatges dels ordinadors d'última generació, permeten observar en temps real en la pantalla del dispositiu els canvis relacionats amb l'aura humana. Amb aquesta càmera és possible per primera vegada estudiar l'aura humana amb unes reproduccions d'alta qualitat.

### Funcionament
La càmera és de petites dimensions, en la part superior es troba la lent de la càmera amb un petit forat on s'ha d'introduir el dit per tal d'evitar que la fotografia es vegi afectada per la llum de l'exterior. També s'han de posar unes plaques al canell de la mà fotografiada per enviar la càrrega d'alt voltatge i realitzar la fotografia. La càmera envia la fotografia a l'ordinador i és el software l'encarregat de reproduir la imatge a l'ordinador. Cada cop existeixen més programes que ajuden a interpretar aquestes imatges.
Hi ha un primer programa que s'encarrega de rebre la senyal de la càmera i gravar les imatges al disc dur. Més tard aquestes són pintades de forma artificial per destacar les diferents àrees que poden ser importants alhora de realitzar un diagnòstic. A continuació, un tercer programa divideix les diferents parts del dit que corresponen als diferents òrgans del cos. El següent programa reconstrueix l'aura del pacient a partir de les fotografies realitzades i l'últim crea diagrames de la quantitat d'energia dels principals òrgans del cos.

### Beogrames
És el nom que utilitzen el grup de científics que treballen utilitzant aquest tipus de càmeres per denominar les fotografies Kirlian de dits humans. Les tres primeres sigles provenen de la paraula en anglès Biological Emision and Optical Radiation.

## Controvèrsia
Per altra banda, hi ha molts estudiosos que determinen que no hi ha res que demostri l'existència d'aquest aura o de que la representació del que ens mostra la fotografia Kirlian estigui relacionat d'alguna manera amb aquest. Per tant, només ha prosperat com a pseudocència. Sí que és cert que el cos humà està format per dèbils emanacions electromagnètiques (activitat elèctrica dels nervis), emissions químiques i ones sonores i que la fotografia Kirlian és capaç de copsar aquest efecte, però científicament no es pot igualar amb l'aura.
En realitat, Kirlian va aconseguir oferir informació sobre el bioplasma o l'energia vital de l'objecte a través de realitzar una descàrrega en corona d'un gas que es trobava, normalment, en l'aire. No hi ha estudis que determinin que aquesta representació estigui directament relacionada amb termes com la condició física, piscològica o psíquica del pacient que s'ha fotografiat, ni que existeixi un tipus d'energia que es representa amb aquesta llum. En canvi, s'ha demostrar que està relacionat amb la pressió del dit, la humitat i altres factors i fotogràfics.
És cert que hi ha persones psíquiques que afirmen ser capaços d'observar l'aura d'una persona, però s'han realitzat diferents tipus d'experiments i mai s'ha arribat a una conclusió que demostri que és veritat i que es pugui aplicar a nivell medicinal. És cert que hi ha estudis que afirmen que les persones que diuen que poden veure l'aura d'una persona solen tenir un nivell més elevat d'activitat imaginativa o fantasiosa.

## Ficció
En cap cas s'ha demostrat mai que la fotografia Kirlian permetés un important avenç en la medicina. Tot i així, l'invent de Kirlian no va deixar fascinat només als científics i als místics que podien justificar l'existència d'un aura humana, sinó també als artistes. Les fotografies que era capaç de crear Kirlian són rellevants, ja que estan realitzades de forma analògica. Actualment no són tan destacables perquè disposem d'editors com el Photoshop que ens permeten realitzar fotografies com aquestes o molt més complexes.
Amb l'invent que Kirlian va aconseguir popularitzar, va obrir una tipologia de fotografies que va deixar fascinats a molts fotògrafs de l'època i posteriors. Independentment de si mostra l'aura d'un ésser humà o no, és un efecte fotogràfic que provoca l'aparició d'una llum radiant que envolta l'objecte copsat. Una vegada els Kirlian van descobrir el fenomen es van centrar en les aplicacions científiques que podia oferir, però, a part de l'art, tampoc no es van plantejar les portes que això podia obrir a la ficció.
La fotografia Kirlian ha sigut utilitzada en nombrosos casos dintre de la ficció cinematogràfica, la televisió, la fotografia o la música. Aquest fenomen i la idea de l'aura ha sigut utilitzada a nivell d'històries de ciència-ficció per crear u món on aquesta donés resultats fiables de la salut i el caràcter d'una persona.
Un exemple de producció en el qual s'ha utilitzat aquest mètode és en la pel·lícula de 1975 The Kirlian Force que després va ser re-anomenada com Psychic Killer i a Espanya es va titular Asesino Psicótico. Les fotografies de Kirlian també s'han utilitzat en altres àmbits del món de comunicació com per exemple en 1973 en l'àlbum de Living the Material World de George Harrison. En aquest el cantant incorpora fotografies Kirlian en les quals apareix la seva mà subjectant un medalló hindú. Van ser realitzades en el laboratori de parapsicologia de la universitat de UCLA durant l'època de Thelma Moss.

## Galeria fotogràfica
Podem observar diferents fotografies realitzades a partir del mètode de Kirlian.

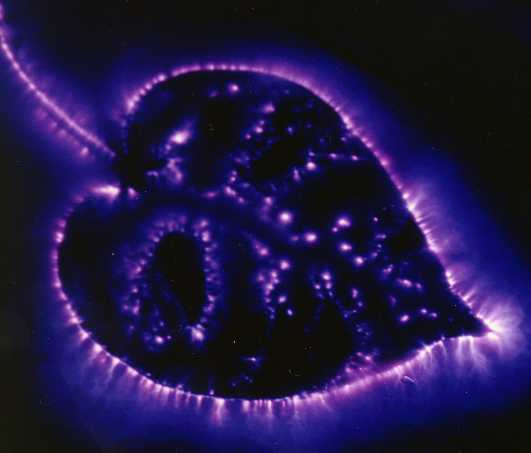
Fotografia Kirlian d'una fulla d'arbre.
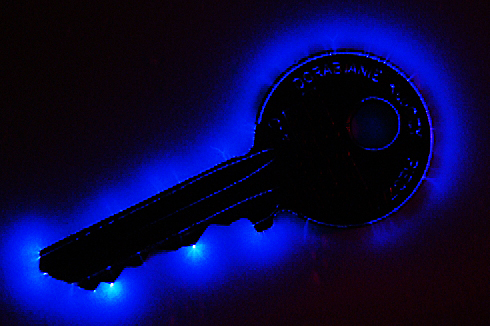
Fotografia Kirlian d'una clau.
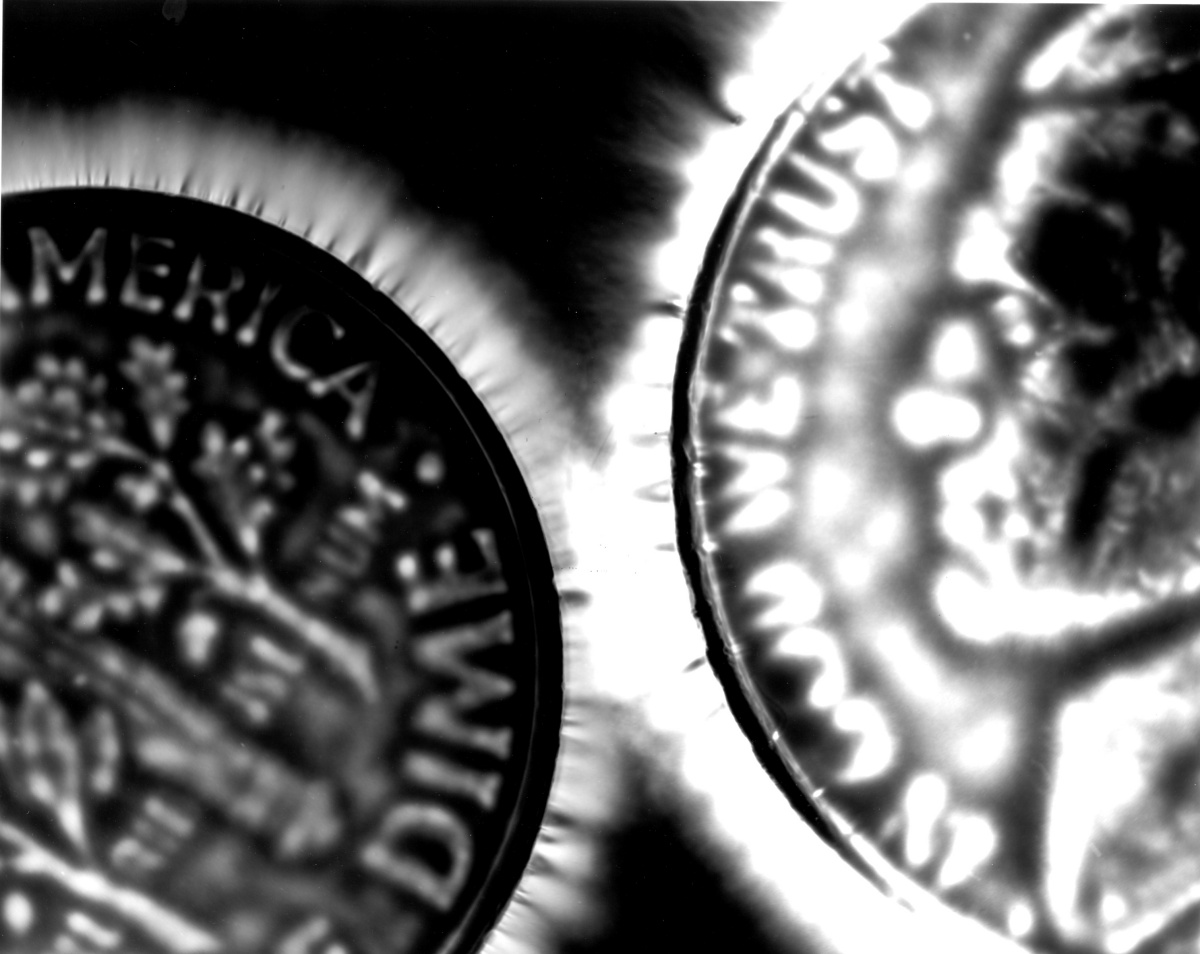
Fotografia Kirlian de dues monedes.
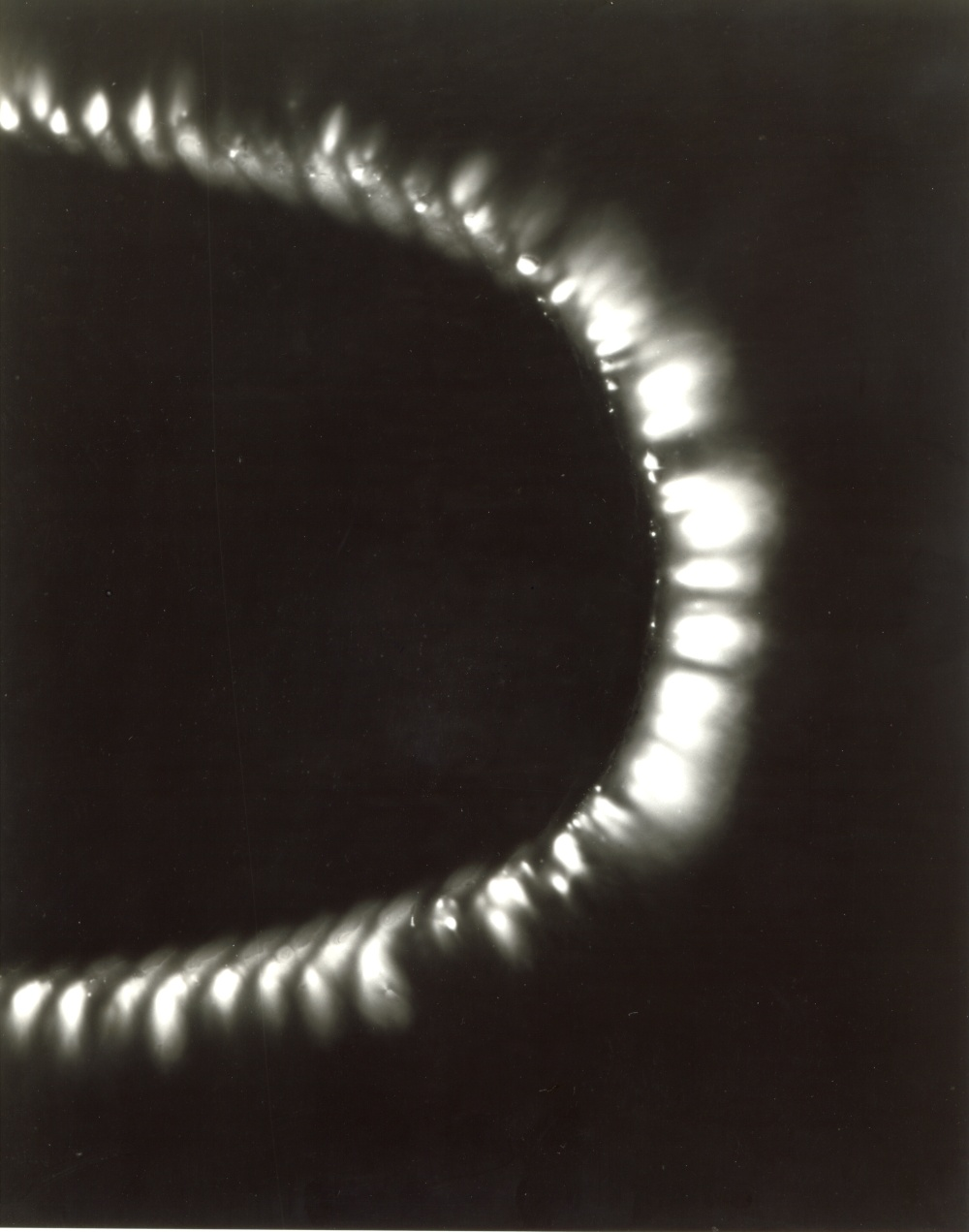
Fotografia Kirlian d'un dit.

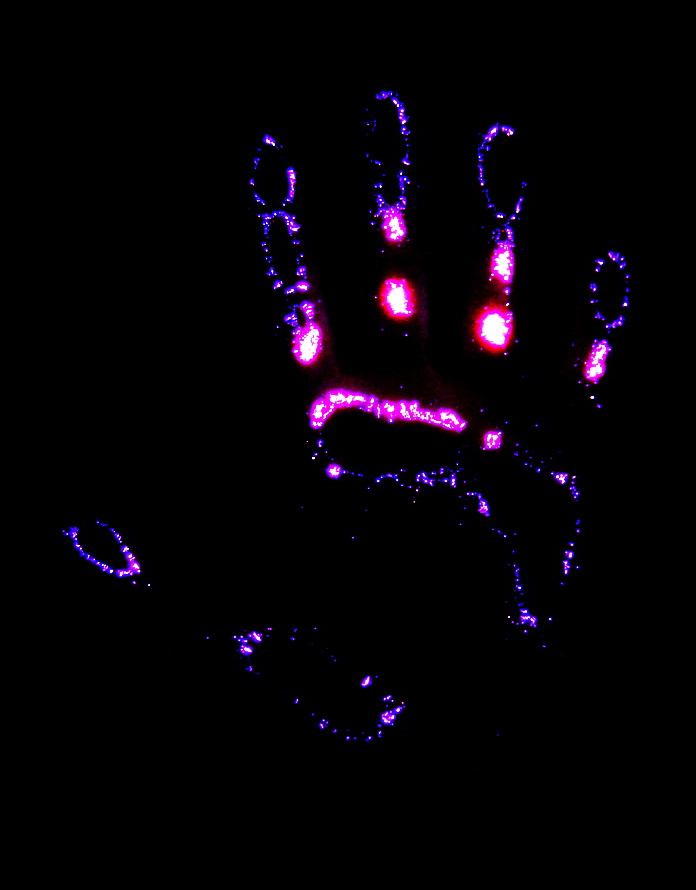
Fotografia Kirlian d'una mà.
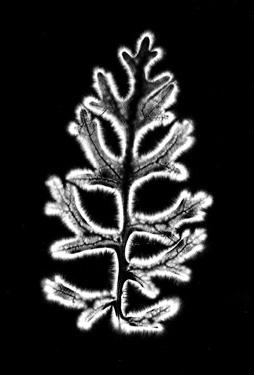
Fotografia Kirlian d'una planta.
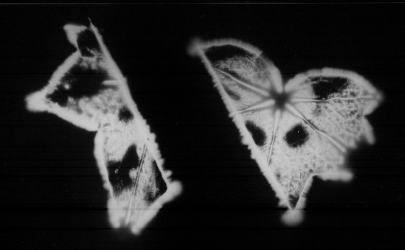
Fotografia Kirlian d'una fulla.
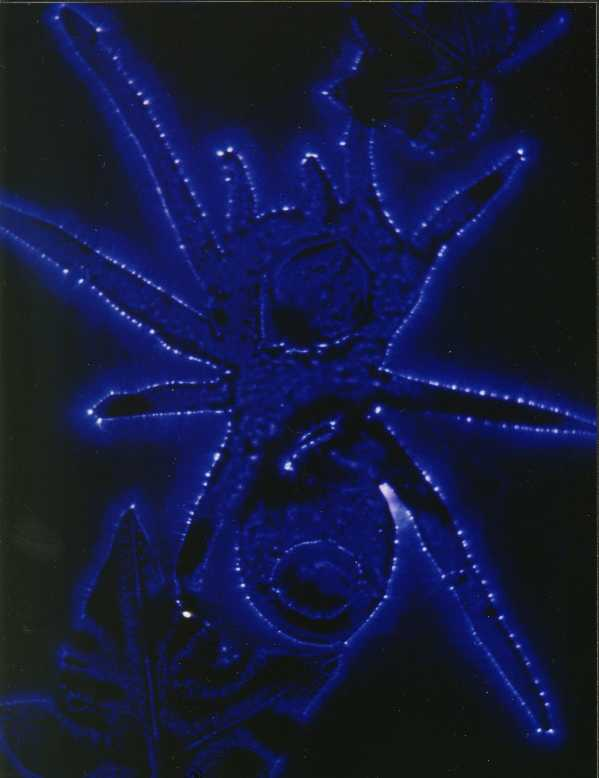
Fotografia Kirlian d'una aranya.

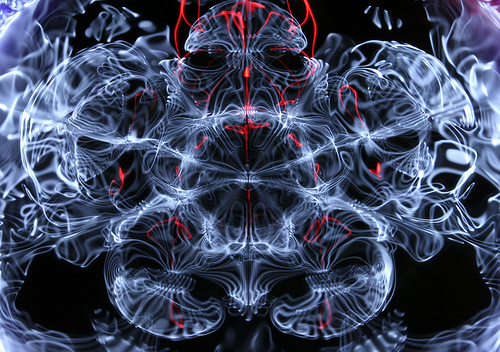
Efecte Kirlian.